# イルビング・ロサノ
イルビング・ロドリゴ・ロサノ・バヘナ（Hirving Rodrigo Lozano Bahena, 1995年7月30日 - ）は、メキシコ・メキシコシティ出身のサッカー選手。サンディエゴFC所属。メキシコ代表。ポジションはFW。

## 経歴

### クラブ
2010年からメキシコのCFパチューカのキャリアをスタートさせ、2014年2月8日、クラブ・アメリカ戦でプロデビュー。
2019年8月23日、SSCナポリへの移籍が発表された。
2023年9月1日、古巣のPSVアイントホーフェンに移籍した。契約期間は5年間。背番号は27番。

### 代表
メキシコ代表として各年代でプレーし、2016年2月10日、親善試合のセネガル代表戦でA代表デビューを果たし、3月26日、2018 FIFAワールドカップ・北中米カリブ海予選のカナダ代表戦で初得点を記録した。2018年6月17日、FIFAワールドカップ・ロシア大会グループリーグF初戦のドイツ代表戦で決勝点となる先制点を記録した。

## 代表歴

### 出場大会
- メキシコ代表
  - 2018 FIFAワールドカップ
  - 2022 FIFAワールドカップ

### 試合数
- 国際Aマッチ 68試合 18得点（2016年-）[6]

| メキシコ代表 | 国際Aマッチ | 国際Aマッチ |
| 年           | 出場        | 得点        |
| ------------ | ----------- | ----------- |
| 2016         | 12          | 1           |
| 2017         | 12          | 6           |
| 2018         | 10          | 1           |
| 2019         | 5           | 2           |
| 2020         | 2           | 1           |
| 2021         | 12          | 4           |
| 2022         | 10          | 1           |
| 2023         | 5           | 2           |
| 2024         |             |             |
| 通算         | 68          | 18          |

## タイトル

### クラブ
Cパチューカ
- プリメーラ・ディビシオン：クラウスーラ2016
- CONCACAFチャンピオンズリーグ：2016-17

PSV
- エールディヴィジ：2017-18

ナポリ
- コッパ・イタリア：2019-20
- セリエA：2022-23

### 代表
メキシコ代表
- CONCACAF U-20選手権 : 2015